# Petter Thoresen

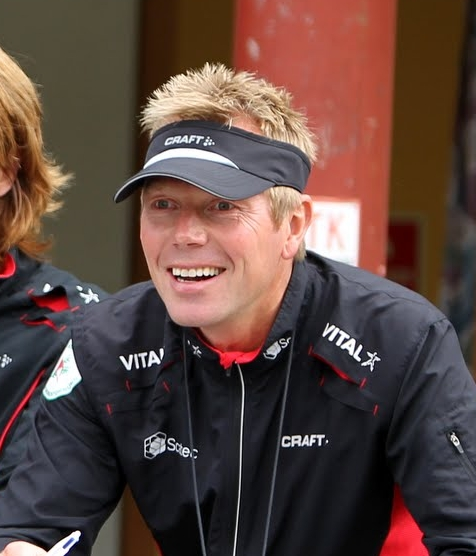
Petter Thoresen

Petter Thoresen, född 10 mars 1966, är en norsk orienterare med flera VM-medaljer. Thoresen tog bland annat långdistansguldet vid VM i Skaraborg 1989. Han har varit med vid flera av Halden SK:s tiomilatävlingar de senaste åren. Mellan 2009 och 2013 var han förbundskapten för det norska orienteringslandslaget.